# Bengt Hellman
Bengt Ernst Teodor Hellman, född 26 juli 1925 i Gävle, död 29 september 2011 i Sandviken, var en svensk väg- och vattenbyggnadsingenjör.
Efter studentexamen i Uppsala 1944 och avgångsexamen från Kungliga Tekniska högskolan i Stockholm 1948 blev Hellman ingenjör vid stadsingenjörskontoret i Stockholm 1949, byråingenjör vid stadsingenjörskontoret i Sandviken 1954, stadsingenjör och fastighetschef i Söderhamns stad 1960 (som efterträdare till Arthur Arnsten) och var slutligen stadsingenjör i Sandviken 1965–1994. 
I Sandviken var Hellman även ledamot av fastighetstaxeringsnämnden. Han skrev Gatunamn i Sandvikens kommun (i "Från Gästrikland" 2001/2002, s. 133–144). Hellman är begravd på Uppsala gamla kyrkogård.